# معاهدات الحدود البحرية بين المملكة المتحدة والولايات المتحدة (1993)
معاهدتا ترسيم الحدود البحرية بين المملكة المتحدة والولايات المتحدة لعام 1993، هما معاهدتان بين المملكة المتحدة والولايات المتحدة والتي ترسيان الحدود البحرية بين الأراضي البريطانية والأراضي الأمريكية في البحر الكاريبي.
تم التوقيع على كلا المعاهدتين في لندن في 5 نوفمبر 1993. تحدد المعاهدة الأولى الحدود بين إقليم أنغويلا البريطاني وجزر العذراء الأمريكية.
الحدود عبارة عن خط مبسط متساوي البعد يتكون من مقطع خط مستقيم بحري واحد بطول 1.34 ميل بحري (2.48 كم؛ 1.54 ميل). يتم تعريفه بخط مستقيم يربط بين نقطتي إحداثيات فردية. الاسم الكامل للمعاهدة هو المعاهدة المبرمة بين حكومة المملكة المتحدة لبريطانيا العظمى وأيرلندا الشمالية وحكومة الولايات المتحدة الأمريكية بشأن تعيين الحدود البحرية في منطقة البحر الكاريبي بين جزر العذراء الأمريكية وأنغويلا.
المعاهدة الثانية ترسم الحدود بين جزر العذراء البريطانية وجزر العذراء الأمريكيةوبورتوريكو. الحدود عبارة عن خط مبسط متساوي البعد يمتد في اتجاه جنوبي - جنوب شرقي حتى ينتهي عند النقطة الثلاثية لأنغويلا. إنه أطول بكثير وأكثر تعقيدًا من حدود أنغويلا - جزر العذراء الأمريكية: فهو يمتد لحوالي 200 ميل بحري (370 كـم؛ 230 ميل) ويتكون من 49 مقطعًا مستقيمًا محددًا بـ50 نقطة إحداثية فردية. الاسم الكامل للمعاهدة هو اتفاق بين حكومة المملكة المتحدة لبريطانيا العظمى وأيرلندا الشمالية وحكومة الولايات المتحدة الأمريكية بشأن تعيين حدود بحرية في منطقة البحر الكاريبي بين بورتوريكو / جزر العذراء الأمريكية وجزر العذراء البريطانية.
دخلت المعاهدتان حيز التنفيذ في 1 يونيو 1995 بعد أن صدقت عليهما الدولتان.

## ملحوظات
1. ↑  Anderson, Ewan W. (2003). International Boundaries: A Geopolitical Atlas, p. 857; Charney, Jonathan I. et al. (2005). International Maritime Boundaries, pp. 2161–2170.

## روابط خارجية
- وثيقة مع النصوص الكاملة للمعاهدات والخرائط
- النص الكامل للاتفاقية الأولى (أنغيلا - جزر فيرجن الأمريكية)
- النص الكامل للمعاهدة الثانية (جزر فيرجن البريطانية - جزر فيرجن الأمريكية / بورتوريكو)